# Холл, Лютер
Лютер Эгберт Холл (англ. Luther Egbert Hall; 30 августа 1869, Бастроп, Луизиана — 6 ноября 1921, Новый Орлеан, Луизиана) — американский политик, 35-й губернатор Луизианы.

## Биография
Лютер Эгберт Холл родился 30 августа 1869 года. Он получил домашнее образование, а в 1892 году закончил Тулейнский университет, где получил юридическое образование. Холл сделал успешную юридическую карьеру, работая в 1900—1911 годах на должности окружного судьи в Луизиане.
В 1898 году Холл стал сенатором Луизианы и занимал эту должность на протяжении двух лет, а в 1911 году был избран в Верховный суд штата. Тем не менее, он никогда не служил на этой должности, сразу выставив свою кандидатуру на пост губернатора. 16 апреля 1912 года путём всенародного голосования Холл был избран губернатором Луизианы.
По завершении губернаторского срока Холл вернулся к юридической практике. В 1918 году он служил помощником генерального прокурора Луизианы, в том же году неудачно баллотировался в Сенат США. Во время предвыборной кампании на место судьи Верховного суда Луизианы у Холла случился сердечный приступ и он скончался 6 ноября 1921 года.